# Saint-Laurent-du-Mont
Saint-Laurent-du-Mont település Franciaországban, Calvados megyében. Lakosainak száma 192 fő (2015). Saint-Laurent-du-Mont Cambremer, Crèvecœur-en-Auge, Notre-Dame-d’Estrées és Notre-Dame-d'Estrées-Corbon községekkel határos.

## Népesség
A település népessége az elmúlt években az alábbi módon változott:
| Lakosok száma | 78   | 77   | 97   | 112  | 137  | 180  | 199  | 195  | 192  | 196  |
|               | 1968 | 1975 | 1982 | 1990 | 1999 | 2006 | 2011 | 2013 | 2015 | 2016 |